# Josip Budisavljević
Josip Budisavljević, (Brodski Varoš, 15. ožujka 1908. – Zagreb, 26. veljače 1987.), hrvatski pravnik i zagonetač. Iz plemenite je ličke obitelji Budisavljević, iz onog ogranka obitelji koja je prešla u Podlapači na rimokatoličku vjeru, kada im se predak Lazo B. oženio Marijom pl. Holjevac.

## Životopis
Osnovnu školu je pohađao 1914. – 20. u Njemačkoj i Zagrebu, gdje polazi u srednju školu te 1935. diplomira na Pravnom fakultetu. Godine 1937. – 70. u sudačkoj je službi u Zagrebu, Zlataru, Samoboru, Osijeku i Sisku. Umirovljen je 1970. kao sudac Okružnog suda u Zagrebu. Bavio se i odvjetništvom. Prvi stručni članak s pravnog područja objavio je u časopisu Mjesečnik (1940.). Najviše je pisao o pitanjima stambenog i radnog prava u publikacijama Naša zakonitost (1955. – 57., 1963., 1968., 1970.), Odvjetnik (1963, 1966., 1967.), Informator (Zagreb, 1967. – 69.), Privreda i pravo (1967.), Rad i pravo (1967.), Radni odnosi i samoupravljanje (1972.) i Pravni zbornik (Titograd 1961.). Posebno je publicirao Tumačenje Zakona o radnim odnosima. Bavio se i zagonetaštvom te počeo objavljivati 1929. u zagrebačkom zagonetačkom časopisu Sfinga rebus u kojem je i surađivao, kao i u časopisima Rebus razonoda (1930.), Mala sfinga (1933.) i Kviz (1973.). Isticao se kao sastavljač zagonetki u stihovima. Potpisivao se pseudonimima Geno, Hor, Hore, Horridus, Hilvud, Palilulac i Nota Bene. Izdao je 1933. jedan od najboljih priručnika s toga područja u nas. S. Peleh navodi da je on kao urednik i pisac utro put angažiranom zagonetaštvu. Časopis Sfinga rebus, sadržavao je mnogo priloga s marksističkom tematikom posvećenih nekim ličnostima (Miroslav Krleža, Maksim Gorki i dr.) zbog čega je u travnju 1941. prestao izlaziti. Zagonetaštvom se bavila i njegova supruga Blanka Paulin (rođ. 1908.), prva i jedina urednica nekog zagonetačkog časopisa u nas. Objavljivala je 1929. – 41. u časopisima Sfinga, Sfinga rebus i Mala Sfinga; u ovom posljednjem, koji je izlazio 1933. bila je glavna i odgovorna urednica. Za odsutnosti Josipa B. 1935. – 36., uređivala je Sfingu rebus. Potpisivala se Be, Bela, Blanče, Blanka, Horrida, Teta Blanka; zajedničke priloge supruzi su potpisivali zaporkom H i H. Pisala je i novele te objavljiala između dva rata u zagrebačkim Novostima i dr. Djeca Josipa i Blanke su advokati, Dubravka i Radomir - Mišo Budisavljević. Dubravka je u čestim prolascima kroz Liku posjećivala selo Pećane (nekada glavno mjesto Budisavljevića) i govorila je: mi se ne pišemo isto ali smo isti rod.

## Djela
- "Tumač zagonetaka", Zagreb 1933.
- "Radni odnosi. Pojmovi i instituti", Zagreb 1970.